# Hannah-Arendt-Gymnasium (Erfurt)

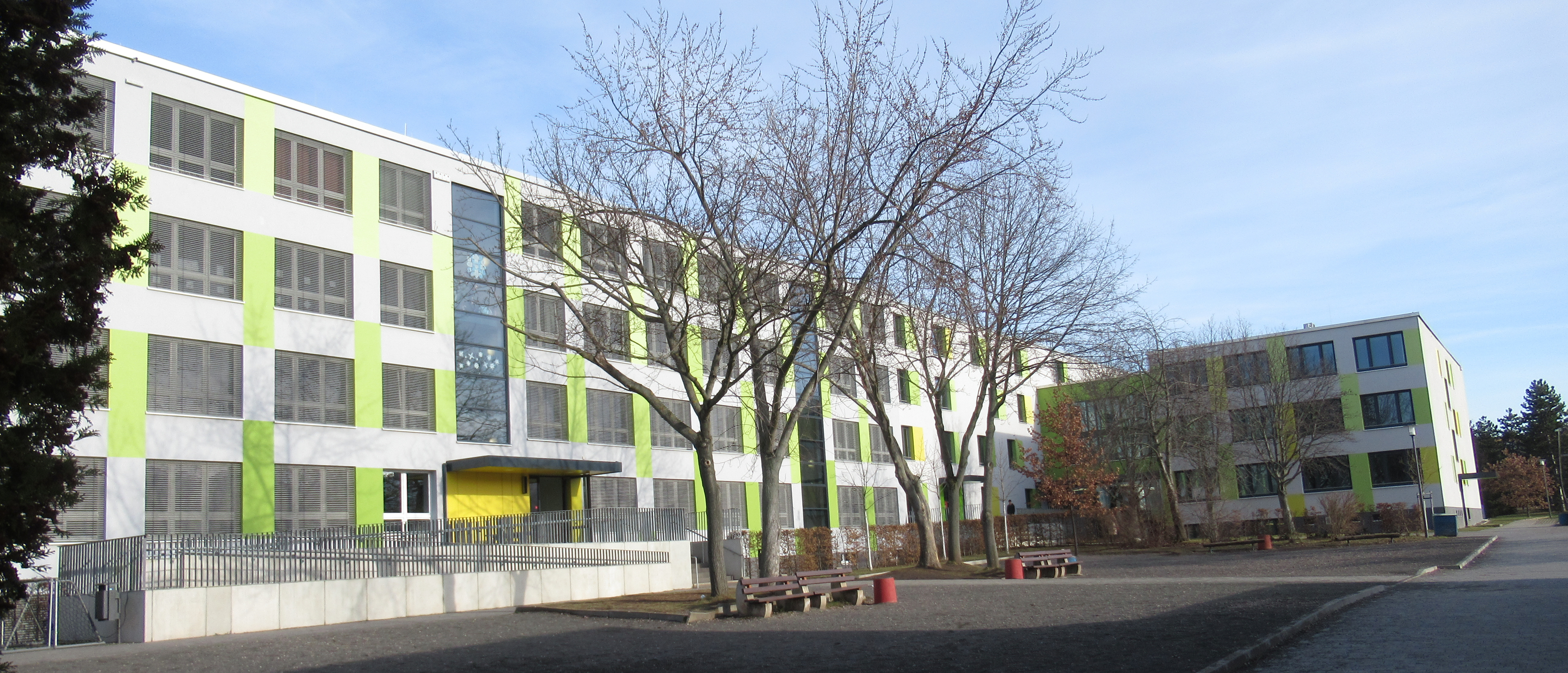
Hannah-Arendt-Gymnasium am Herrenberg

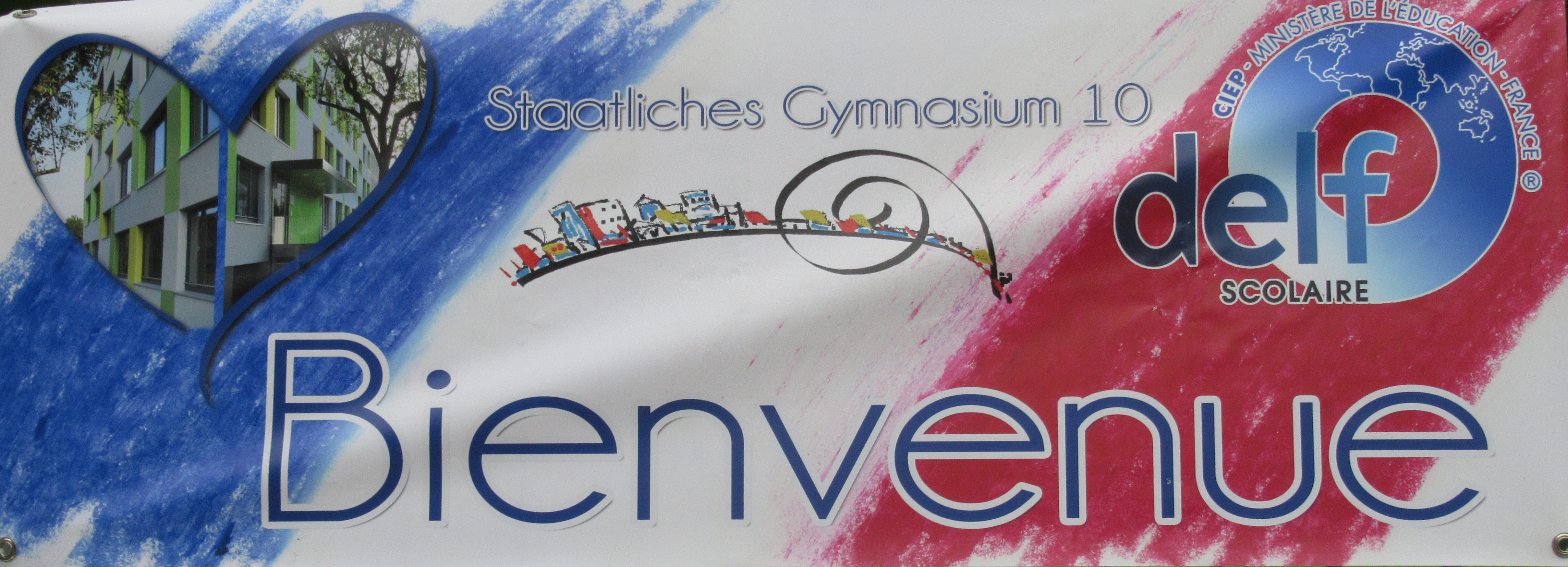
Abhaltung von DELF-Prüfungen am Gymnasium 10

Das Hannah-Arendt-Gymnasium, zuvor Gymnasium 10 genannt, ist ein Gymnasium im Erfurter Stadtteil Herrenberg.

## Geschichte
Das Gymnasium wurde am 24. August 2015 in der Hermann-Brill-Straße eröffnet. Im Februar 2018 erfolgte der Umzug an den jetzigen Standort am Kleinen Herrenberg.
Im Juni 2022 entschied die Schulkonferenz, dass das Gymnasium künftig den Namen Hannah Arendt tragen soll.

## Wahlpflichtfächer
Das Gymnasium bietet die Wahlpflichtfächer Gesellschaftswissenschaften, Latein und Informatik an.